# ソロン

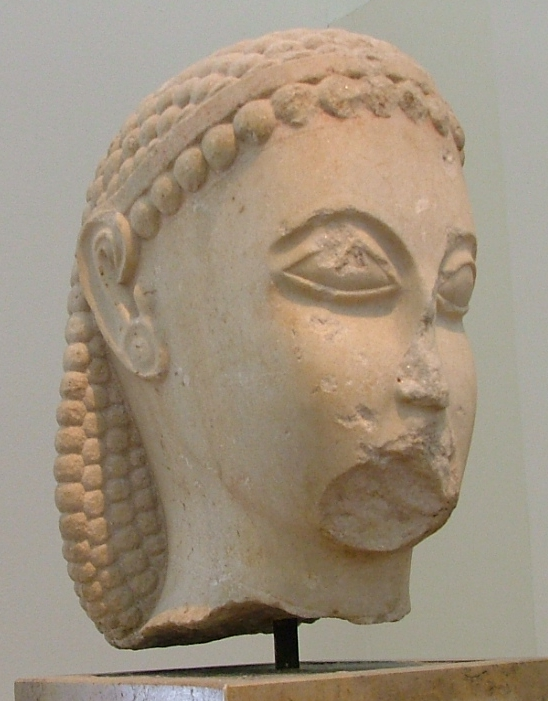
ソロンの時代に近いアテナイの青年の裸体像（クーロス）の頭部

ソロン（ソローン、古希: Σόλων, Solōn、紀元前639年頃 - 紀元前559年頃）は、古代アテナイの政治家、立法者、詩人、本名は不明。当時のアテナイにおいて、政治・経済・道徳の衰退を防ごうとして法の制定に努めたことで有名である。この一連の法制定はソロンの改革と呼ばれ、短期間のうちに失敗したが、アテナイの民主主義の基礎を築いたとして、しばしば高い評価を受けている。
ソロンについての史料は、紀元前6世紀前半のアテナイにおける文書や考古学的史料が不足しているため、あまり多くない。愛国的なプロパガンダとして、そして彼の政治的改革の弁護のために、彼は詩を残したが、彼の作品は断片として残っているだけである。その断片についても、後の作家たちによって改ざんされ、断片が誤って彼の作とされた可能性が指摘されている（#改革者として、詩人としてを参照）。主な史料はヘロドトス、プルタルコスのような古代の作家の著書であるが、彼らは、歴史学がまだ学問の一分野と見なされていない上に、ソロンの死からずいぶん経った時代に作品を著した。後の時代、アイスキネスのような紀元前4世紀頃の演説者は、アテナイの全ての法律をソロンの成果だと考えた。
哲学者プラトンとは遠縁にあたる。具体的な関係は、クリティアスの系図を参照。また、ギリシア七賢人の一人として知られている。

## 生涯
ソロンは紀元前639年頃に、アテナイで生まれた。一族は莫大な資産を持っていたわけではなかったが、貴族、あるいはエウパトリデスとしてアテナイでは有名であった。ソロンの父はエクセスティデスであったとされ、それが確かであればソロンの血筋はアテナイ最後の王、コドロスに連なる。ディオゲネス・ラエルティオスによれば、ソロンの兄弟、ドロピデスはプラトンから6代遡った先祖にあたる。また、プルタルコスによれば、ソロンは、僭主のペイシストラトスのはとこであった。
アテナイとメガラがサラミス島の所有を巡って争っていた時、ソロンはアテナイ軍を指揮していた。度重なる失敗の後、ソロンは島についての詩を書くことで士気を高めた。ペイシストラトスの支持もあって、ソロン率いる軍勢は紀元前595年頃にメガラ軍に勝利した。この際、姑息な手を使ったとも、英雄的に戦ったともされる。その後もメガラ人はサラミス島の権利を主張し続けたが、その論争にスパルタが参入し、最終的にアテナイに権利が与えられた。
ディオゲネス・ラエルティオスによれば、ソロンは紀元前594年にアルコーンに選出された。「ソロンの改革」は、この任期中に実行された。ソロンは友人たちに、自身が計画している改革について話し、彼がアテナイにおいて、全ての借金を帳消しにしようとしていることを知った友人たちは借金をして、即座に土地を購入した。共謀の疑いをかけられたため、ソロン自身もその法に従い、自身の債務者を5タラントン（資料によっては15タラントン）の借金から解放した。また、彼の友人はその後、借金を返済することはなかったという。
改革の後、彼はアテナイ人たちが彼に法律の撤廃を求めることが出来ないようにと、10年間の旅に出た。彼は最初にエジプトに立ち寄り、ヘロドトスによればそこで、ファラオのアマシス2世に謁見した。プルタルコスによれば、彼はエジプトの神官、ヘリオポリスのプセノピスや、サイスのソンキスとも対話をしたという。また、プラトンの対話篇『ティマイオス』と『クリティアス』によれば、彼はサイスでネイトの神殿を訪れ、神官たちからアトランティスについて聞いたとされる。次にソロンはキプロス島へ向かい、島の王のための新たな首都建設を監督し、それに対する感謝として王はその地を「ソロイ」と名付けた。

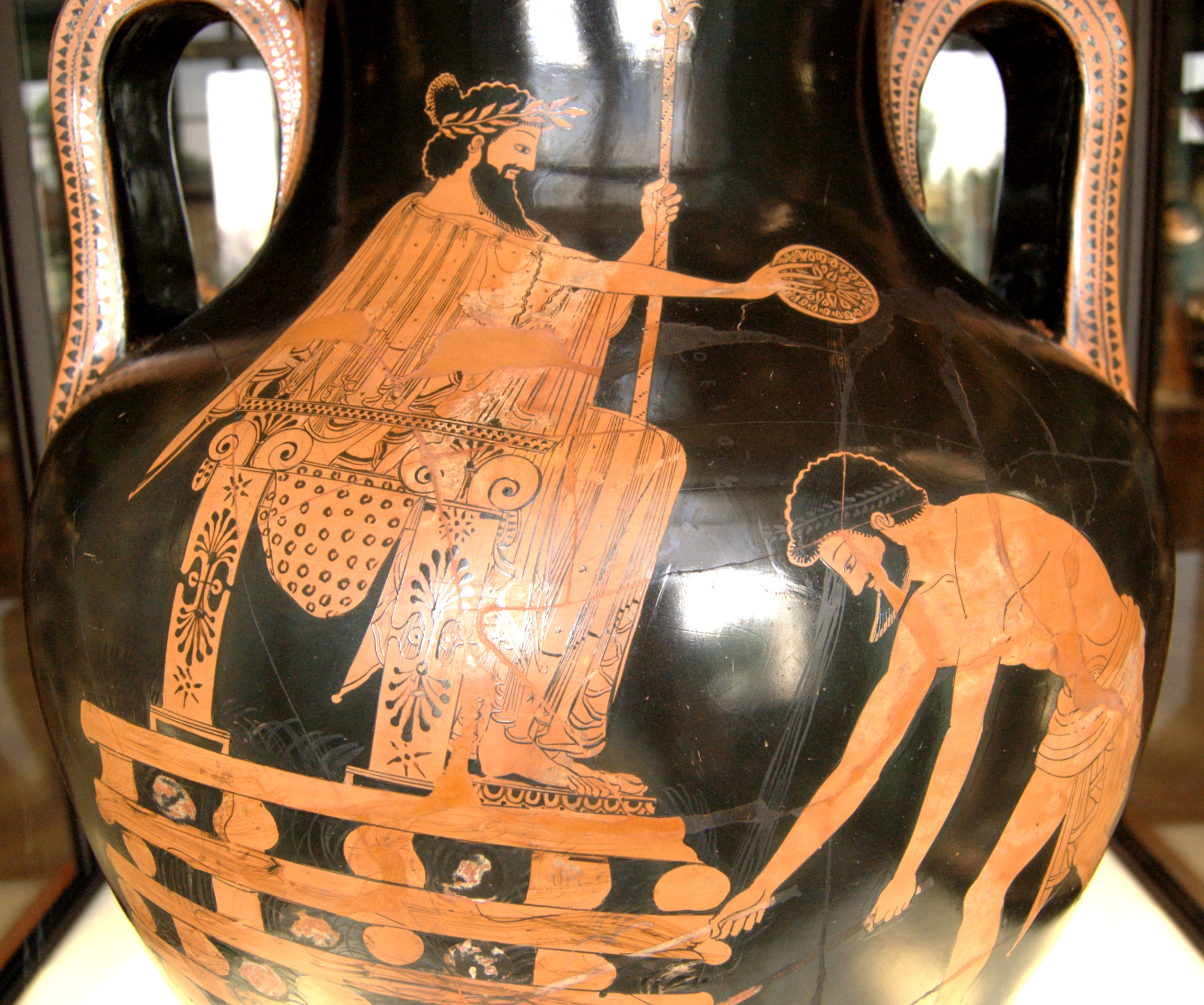
処刑を待つクロイソス(アッティカ赤絵式アンフォラ。紀元前500～490年 ルーヴル美術館G 197)

最終的に彼はリュディアの首都サルディスへ到達した。ヘロドトスとプルタルコスによれば、彼はクロイソスに出会って助言を与えた。クロイソスは自身を最も幸福な人間であると自負していたが、ソロンは彼に、「人は死ぬまで幸福であり続けるとは限らない」と言った。クロイソスがその言葉の意味を理解したのは、ペルシア帝国の王キュロス2世との戦争に敗北し、捕虜となった後の事であった。
アテナイに戻った後、ソロンはペイシストラトスに反対する立場をとった。彼に抗議するため、そして他者の手本となるために、ソロンは武装して家の外に立ち、通行人に、僭主にならんとしているペイシストラトスに対抗するよう働きかけたが、効果は得られなかった。ペイシストラトスがアテナイにおける権力を力ずくで奪い取った直後、ソロンは死亡した。死んだ時、ソロンはキプロスにおり、80歳であった。彼の希望に従い、遺灰はサラミス島の周囲に散骨された。
旅行家のパウサニアスは、デルポイのアポロン神殿に格言が刻まれている七賢人の一人として、ソロンの名を挙げている。ストバイオスはFlorilegiumでソロンの幼い甥がサッポーの詩を朗誦したシンポシュオン（饗宴）について書いている。朗誦を聞いたソロンは彼に歌い方を教えるよう頼んだという。それに対して別の誰かが「なぜそのようなことに時間を浪費するのか？」と尋ねた際、ソロンは「死ぬ前に覚えるためだ」と答えたという。

## ソロンの改革の背景
ソロンの時代、古代ギリシアの多くのポリスには、僭主や、日和見主義でありながら都市の実権の多くを掌握する貴族が存在した。ペロポネソス半島北部、コリントス北西にあるシキュオンでは、クレイステネスがイオニア人の少数派を代表して権力を強奪した。メガラでは、テアゲネスがその土地の寡頭制の支配者たちの敵として権力者の地位についた。紀元前632世紀、テアゲネスの義理の息子であるアテナイの貴族キュロンは、アテナイにおける不成功に終わった権力強奪を企てた。一方で、ソロンは仲間の市民たちのために平和的かつ公平なやり方で、意見の不一致を解決できる知恵を持っているという理由で、選挙で一時的に独裁的な権力を勝ち取った。 古代の資料によると、紀元前594-3年にソロンが執政官（エポニュモス・アルコン）に選ばれた時に、これらの権力を得たとされる。さらに近代の学者の中には、以下のように考える者もいる。それは、ソロンが執政官になった何年か後にこれらの権力が実際に授けられ、その後アレオパゴス（ローマにおける元老院に類する機関）のメンバーとなり、おそらく（貴族の）仲間たちからより尊敬される政治家となった、ということである。
ソロンの時代を特徴づける社会政治の大変動は、古代から現代までの歴史家たちによって、多様に解釈されている。ソロンの時代のアテナイについて、2人の現代の歴史家たちは3つの明確な歴史的要因を、極めて異なる対立関係を強調しながら、特定している。つまり、「経済とイデオロギーの対立」、「地域的対立」、「貴族の一族間の対立」である。
これらの要因は、関連する問題についての見通しのための便利な基礎を与えてくれる。
- 「経済とイデオロギーの対立」は、古代のどの資料にも共通する要因である。これに類する要因は、ソロンの詩の中から現れている（例えば、#改革者として、詩人としてを参照）。そこには、不節制で手に負えない2つの派閥の間で、高潔な仲裁者の役割に身を投じるソロンの姿がある。3世紀後アリストテレス学派の著者が書いた『アテナイ人の国政』 Athenaion Politeiaが、興味をそそるような例証こそ無いが、この要因を取り上げている。
「……長期間にわたる、貴族と一般民衆との間のいさかいがあった。その理由は、彼らの政治制度があらゆる面で寡頭制を採り、妻や子供と共に貧しい人々が金持ちに奴隷として仕えていたからである。全ての土地が、少数者の手にあった。そしてもし人々が賃貸料を払わなければ、彼らは自身と、彼らの子供たち共々、奴隷として差し押さえられなければならなかった。ソロンの時代まで、全ての貸付金の担保は、借主の人間であった。ソロンは一般民衆にとって、第一の擁護者だった。」[31]
上記においては、ソロンは民衆運動の熱心な支持者として示されているが、一方で、ソロン自身の詩によれば、彼はむしろ対立する派閥の仲裁者であったと判断される。プルタルコスが1世紀後半ないしは2世紀の前半に、書いているところによれば、より重要な他の例が古代の歴史的な報告に現れている。
「アテナイは、政治制度についての再発した争いによって引き裂かれている。都市は、その領土に存在する地域的な区分と同じ数の政党に分割されてしまった。丘に住む人々の政党は、ほとんどが民主主義に賛成し、平地に住む人々の政党はほとんどが寡頭制に賛成した、しかし一方で第三のグループである海岸に住む人々は、他の二つの混成体を好み、障害物となっており、他のグループが支配権を得ようとするのを妨害していた。」[32]
この古代の歴史の記述は、政治プロセスのより洗練された理解（の正しさ）を証明する。- ソロンの報告にある2つの面は、互いに地域的な基礎と政治体の基盤を持つ、3つの政党を作った。プルタルコスは次に繰り返して言う、通常の古代の描写は、一方に残忍な地主をもう一方に悲惨な賃借人がいるというものである、と。しかし、どのようにこの「持てるもの」と「持たざるもの」の間の芝居がかった争いが3つの地域的なグループと適合するのか？
- 「地域的対立」は近代の学者の間で共通に見出されるテーマである。[33][34][35][36]
「地域への忠誠心によって結びつけられ富裕な土地所有者によって先導される地域的グループが、その間で引き起こす争いの1つが現れた新しい事態である。これらの目的は、アテナイの中央政府の制御権を握りアッティカ地方から他の地域の競争相手たちを政府の力を使って支配することである。」[37]
アテナイが所有するような比較的広い領土においては、地域的な派閥主義が生じることは避けることができなかった。ほとんどの都市国家において、農業経営者たちは便利に街に滞在したり、自分の田畑へ行ったりすることが毎日のようにできた。歴史家トゥキディデスによると、他方で、ほとんどのアテナイ人はペロポネソス戦争が生じる直前までは、地方に定住を続けていた。[38]威嚇と近隣国のいくつかの再入植と残りの国の奴隷化を通じてスパルタが支配権を得たラコニア（地方）において、広い領土における地方主義の効果は見ることができた。同様に、ソロンの時代のアッティカも見苦しい（国家の）溶解に向けて進んでいるように見えた。アッティカは、ヘイロタイ（奴隷身分）の状態へと至る危険にさらされていたのである。[39]
- 「貴族の一族間の対立」は、学者によって近年発展させられたテーマである。それは親類関係にあるグループの政治的な重要性の評価に基づいている。[37][40][41][42][43][44]この説明によると、親族間のつながりは、地域的な忠誠よりむしろ強く、アルケイック期[45]のアテネにおける出来事に決定的な影響を与えていた。アテナイ人はヒュレー（部族）とフラトリー（兄弟関係）という小地域にのみ属しているのではなく、広範囲の家族つまりゲーノ（英語版）（民族）に属しているのである。これらの相互接続される親族の構成単位が、貴族的一族を頂点とする階層的な構造を強化した、ということについて（研究者の間で）議論が戦わされてきた。[29][46]したがって、貴族的一族の間で対立関係が地域的なきずなに関わりなく、社会の全階層に関わっていた可能性がある。その場合、強い貴族と、対立している弱い構成員（ないしはおそらく同じぐらい反抗的な構成員）との間での争いが、富裕層と貧困層の間の争いと同じであることになる。多くの世紀を超えて、相反する物語ないしは様々なやり方で解釈される複雑な物語へと、ソロンの時代のアテナイの歴史的な記述は展開してきた。より多くの証拠が蓄積するにつれて、そして、歴史家がこの問題を討議し続けるのに従って、ソロンの改革の背後にある動機と意図が、（様々な）推測を生み出し続けるだろう。[47]

## ソロンの改革
プリュタニウムにおいて、ソロンの立法は、広い厚板ないしは円筒形の大きな木の板に刻まれていた。その木の板は、まっすぐに立てられた軸に取りつけられ、その軸は列をなしていた。 これらの「木板の取りつけられた軸の連なり（軸索）」は回転式食卓と同じ原則に基づいて、便利な保管とアクセスの良さを可能にしていたようである。その木板には、当初はアテナイの立法者ドラコンによって紀元前7世紀（伝承的には621年）に制定された法律が記録されていた。ドラコンの法律は「殺人」（ドラコンは初めて故意と過失を区別した）に関するものを除いて、全て散逸してしまった。しかしドラコンの法律は、憲法のようには体系化されなかったというのが、学者たち大多数の一致した意見である。「殺人」に関する項目を除いて、ソロンはドラコンの法律を破棄した。

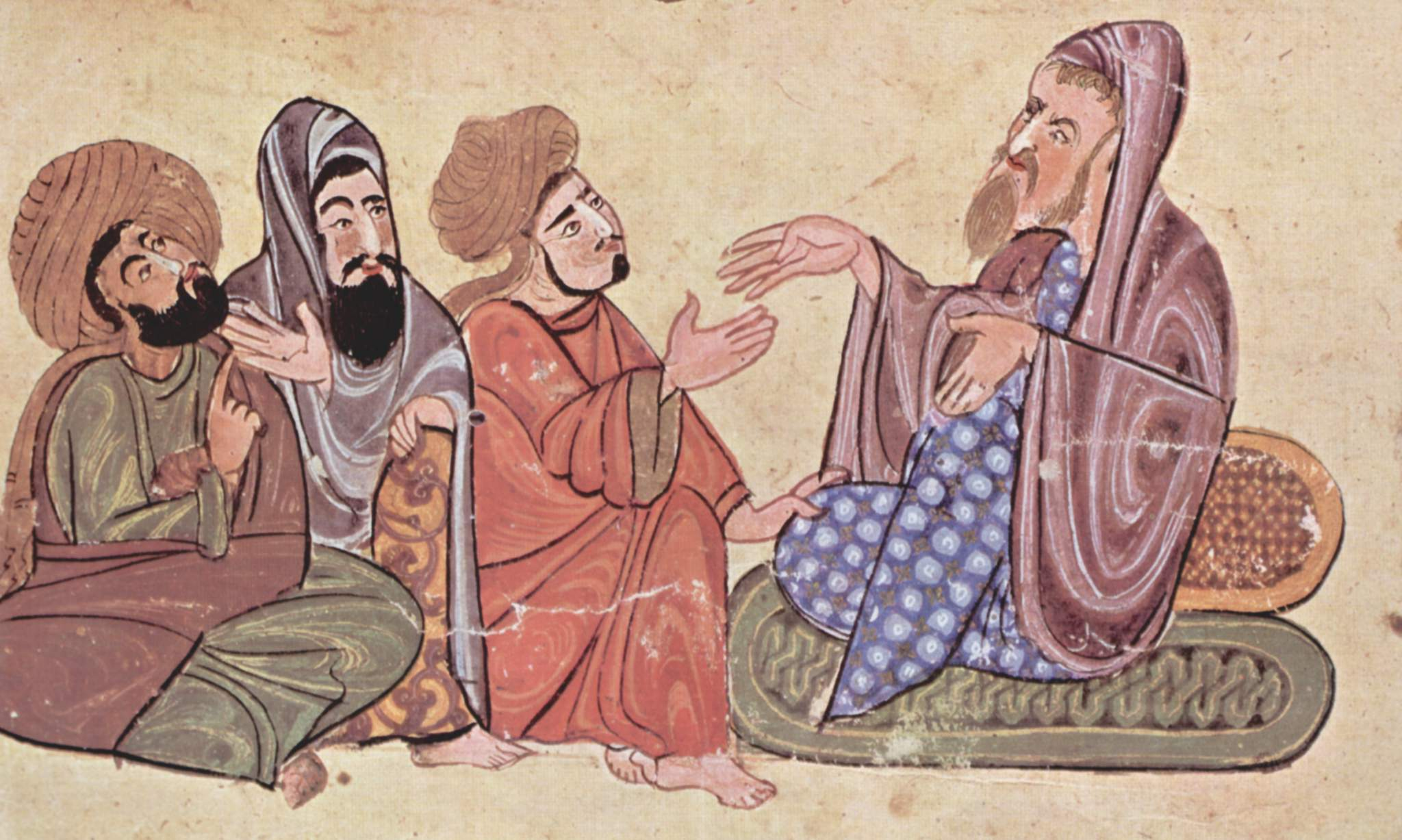
イスラムの 細密画に描かれたソロンと弟子

法律の書かれた木板の断片は、プルタルコスの時代においてはまだ閲覧可能だった。
しかし今日においては、ソロンの法律として私たちが目にできる記録は文学的資料の中にプルタルコスによって書かれた断片からなる引用文と論評だけである。さらにいえば、彼の法律の言葉は、（前）5世紀の基準によるとすでに時代遅れなものであり、これは古代の解説者に解釈上の問題を引き起こす。 ソロンの立法についての資料と知識の信頼性は、それ故に細部にわたって本質的に定まっているということを、近代の学者たちは疑っている。一般的に言って、ソロンの改革は、政治、経済、道徳、これらの領域で現れたように見える。この区別はいくらか作為的なものであるが、ソロンの作である法律を検討するのを可能にする、便利な枠組みを提供する。彼の改革による目先の結果については、この節の終わりで検討される。

### 政治改革
ソロンの改革の前は、9人のアルコンが、アテナイの国家を指揮してきた。そのアルコンは、高貴な生まれと財産に基づく（ローマの元老院に類する組織である）アレオパゴスによって、任命ないしは選挙された。アレオパゴスは前にアルコンを務めた人物によって構成され、ひいては、任命権の権力に加えて、諮問（しもん）機関として絶大な影響力を振るっていた。9人のアルコンたちは、アゴラにある石の上に立ちながら、服務の宣誓を行った。その宣誓は、万一アルコンたちが法を侵犯した場合、金の彫像を捧げることを承諾するものであった。 アテナイ人の民会（エクレシア）はあることにはあったが、下層の市民（肉体労働者）は参加を許されておらず、審議の手順は貴族によって統制されていた。 それゆえに、アレオパゴスが告訴に賛成しない限り、（集会において）アルコンを誓言の不履行による尋問のために呼び出す方法は無かったようである。アリストテレスによれば、ソロンは全ての市民が民会に参加することを認める法律、及び、民衆裁判所が全ての市民から構成されることを定める法律を、制定した。民主裁判所は、民会ないしは民会の一部の機能を代表する審査員団として開廷していたようである。一般民衆に、役人を選ぶ権限を与えるだけでなく、役人を糾弾する権限も与えることによって、ソロンは本当の民主主義の基礎を確立したようである。
けれども、アルケイック期の貴族にとっては民会に下層の市民を受け入れることは大胆すぎるやり方であるために、これを本当にソロンが行ったかどうか疑問視している学者もいる。 古代の資料は、ブーレ（古代ギリシア）（立法議会）を作り出したことの功績を、ソロンに与えている。ブーレは、4つの部族から招集されたメンバーで、膨張した民会に対して運営委員会としての役割を果たす評議会である。けれども多くの学者は、これについても疑いを持っている。
学者たちの間で意見の一致があるのは、ソロンが公務員の選挙時に必要とされる財政的、社会的制限を緩和したという点についてである。 かつては軍事や課税の目的のためだけに国務に役立てられていた階級分けであったが、ソロンの政治においては、定義された4つの政治的階級に市民を振り分ける。その振り分けは、課税対象となる財産の大きさに従うものとされた。階級への振り分け評価の基準となるのは、穀物のメディムノス"medimnos"（液量の単位で約4リットル）であった。下に階級の種類を示すが、あまりに単純化されており歴史的に正確でないと判断されるかもしれない。
- ペンタコシオメディムノス Pentacosiomedimnoi
  - 500メディムノイ／年
  - 将軍の資格がある。
- ヒッペウス Hippeis
  - 300メディムノイ／年
  - ヨーロッパ中世の騎士階級に近い。騎兵として武装するだけの十分な富がある。
- ゼウギテス Zeugitai
  - 200メディムノイ／年
  - ヨーロッパ中世の農民階級に近い。重装歩兵として武装するだけの十分な富がある。
- テテス Thetes
  - 199メディムノイ／年かそれ以下
  - 肉体労働者か、小作人。陸軍当番兵（従者）、投石器の作動の補助、海軍における漕ぎ手として任意で仕えた。

アリストテレスによれば、ペンタコシオメディムノスだけがアルコンとして高い地位に選ばれる資格をもっており、それ故に彼らだけアレオパゴスに参加する権利を得た、ということである。 現代の見解としては、同じ権利をヒッペウスにも与えられていた、と考える。上から3つの階級は、種類の豊富な少ないポストを得る資格があり、テテスは全ての官職から排除されていた。
私たちがどのように歴史的事実として知っていることを解釈するかによって、ソロンの改革を、民主主義の過激な先取りということもできるし、断固とした貴族の政権に、単に金権政治風味を加えただけであるともいえる。もしくは、その2つの両極端の中間のどこかに、真実がある。

### 経済改革
ソロンの経済改革を理解するためには、彼の生きた時代の、そして彼の死後にも続いた原始的な物々交換の経済の状況を知る必要がある。ほとんどのアテナイ人はペロポネソス戦争が生じる直前までは、地方に定住を続けていた。アテナイの国境の内側においてさえ、取引は制限されていた。典型的な農家は、古典時代においてさえ、自分たちが食べていくのに必要な生産をするのがやっとであった。 国外での取引は、最小限のものだった。ローマ時代においてさえ、商品は100マイル（約160km）陸上輸送される毎に40%値上がりした。それに対して、船を使った海上輸送の場合は同じ距離でも1.3%しか上昇しない が、アテナイが約紀元前525年まで、商業用の船を所有していた記録はない。 その時まで、狭い軍艦が貨物船の役割を兼ねていた。紀元前7世紀におけるアテナイも、他のギリシアの都市国家と同様に人口増加の問題に直面していた。 約紀元前525年まで、自国の食料を自給できたのは「豊作の年」だけであった。
それ故にソロンの改革は、経済における転換点における危機的な時期に実施されたと見られる。物々交換の田舎の経済が、生じようとしている商業の領域の支援を必要とする時であった。ソロンの功績とされる具体的経済改革は下記のとおりである。
- 父は、息子のために仕事を見つけることが奨励され、もし見つけられなかった場合、老年に父を息子たちが養う法的な要求は無くなる、とした。[80]
- 外国の商人はアテネに定住することが奨励され、商人たちが彼らの家族も連れて定住するということを条件に、市民権を認めた[81]。アテナイに居留する外国人は、のちにメトイコイと呼ばれるようになった。
- オリーブの栽培が奨励された。オリーブのみ輸出が許可され、他全ての生産品は輸出禁止とした。[82]
- 度量衡の見直しを通じて、アテナイの交易の競争力を増進させた。その度量衡は、アイギナやエヴィアないしは、アルゴス（アルゴス説は古代の報告にはあるが現代の学者には支持されていない）[83]などで、すでに使用され成功していた基準に基づいていたものと推測される。[84][85]

古代の解説者の出典 によると、ソロンはアテナイの貨幣制度も改革したと見なされた。けれども、最近の貨幣学者の研究では、アテナイは約紀元前560年まで、ソロンの改革の後も、いかなる貨幣も持っていなかったという結論に至っている。
ソロンの経済改革は、対外貿易を刺激するという点で成功を収めた。アテナイの黒絵式陶器は、紀元前600年～560年の間、その量を増加させながら質の良い状態でエーゲ海の至るところに輸出された。そのサクセスストーリーは、コリント人の陶器の取引の減少と一致している。穀物の輸出禁止は貧しい人たちのためになる救済策として理解されるかもしれない。しかし、輸出向けのオリーブ生産の推奨は、多くのアテナイ人に耐えがたい困難を増やしたも同然の結果になった。なぜなら、この改革は、穀物のための耕作地を全体として減らす結果となったからである。加えて、オリーブは最初の6年間は実を付けないのである。 ソロンの経済改革の本当の動機は、彼の政治改革の動機と同じ程度に疑わしいものである。貧しい人々は、変動する経済の必要に合わせることを強制されていたのか？ それとも、その経済が貧しい人々の要求に合わせ改革されていたのだろうか？

### 道徳改革
ソロンは詩の中で、アテナイ人を市民自身の抑制の無い強欲と傲慢さに由来する危機に瀕した存在として描いている ギリシア神話の神々の力強い母、ガイアでさえ、虜（とりこ）となってしまった。自然と社会の秩序におけるこの堕落の、目に見える象徴は「ホロス」"horos"(複数形：「ホロイ」"horoi")と呼ばれる、境界線の標識である。その標識は木か石の柱に、農民がだれかに借金ないしは契約上の義務を負っていることを示す。その相手とは、貴族の後援者か、債権者である。 ソロンの時代まで、土地は家族ないしは、一族の奪う事のできない財産であり、 売られたり抵当に入れられたりできないものであった。これは広い土地を所有する一族にとって不利ではなかった。なぜなら、小作制度においては、いつも農地を貸し出すことができたからである。しかし、小さな農地でなんとか生活する家族は、もし農場を所有しているのでないなら、農地を借金の担保として使うことができなかった。その代わりに、農家はよく、返済の代わりに奴隷のような形で働くことを条件に、彼自身ないしは彼の家族を担保として提供しなければならない事態に落ちいった。同様に、家族は自ら進んで彼らの農場の収入ないしは労働力の一部を、有力な一族に与えたかもしれない。これらの取りきめに従わなければならない農家たちは、大まかに「ヘクテモロイ"hektemoroi"」として知られ、借金の返済かもしくは農地の年間収益の6分の1を納める必要があった。「破産」の出来事において、すなわち「ホロイ"horoi"」によって結ばれた契約が守られなかった時、事実上、農場主とその家族は奴隷として売られる可能性があった。

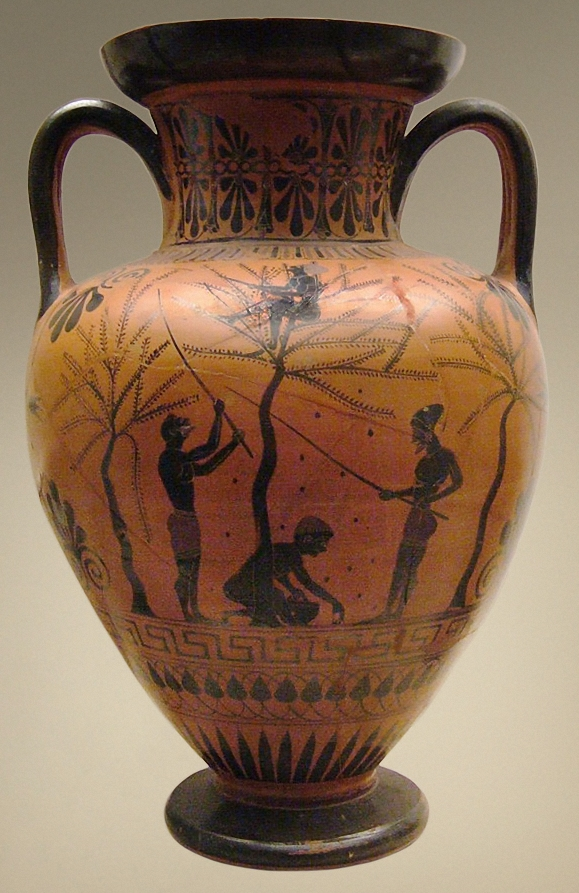
6世紀の黒絵式陶製のつぼ。大英博物館所蔵。オリーブの収穫が描かれている。借金のために奴隷となった多くの農民たちが、彼らの債権者のために、広い土地の収穫に取り組んだ

これらの不公平に対するソロンの改革は、後にアテナイ人の間で「積み荷下ろし"seisachtheia"」として知られた。彼の改革全てがそうであるように、多くの学術的な議論がこの改革の本当の意味について行われている。多くの学者たちが、古代の資料による説明として受け入れているのが、「借金の帳消し」としてである。一方で、他の学者はそれを封建制の関係の廃止として解釈したり、他の解釈の可能性を探ることを好む者もいる。
改革は、以下の内容を含んだ。
- 「ホロイ"horoi"」に象徴される、全ての契約の無効化。[100]
- 債務者が借金の担保として使用されることの禁止[98][99]
- 奴隷化されていた全てのアテナイ人の解放[100]

「ホロイ"horoi"」の撤廃は、アッティカで最も抑圧されていたグループに対して、はっきりと即時の経済的な救済を与えた。そして、それは同国人によるアテナイ人の奴隷化の終結をもたらした。アテナイ人のあるものはすでに海外へ売り飛ばされたり、ある者は海外へ奴隷制を逃れて逃亡していた―ソロンはこの離散した者たちの帰還を誇らしげに詩に記録している。しかし、皮肉なことに、これらの（海外にいた）不運なアテナイ人で帰ってきたものたちはほとんどいなかった。 「積み荷下ろし"seisachtheia"」は、奴隷状態と蓄積した負債を取り除いただけでなく、一般の農家が、さらなる信用を得る唯一の方法をも取り除いた、と見られた。
しかし、「積み荷下ろし"seisachtheia"」は道徳改革の幅広い指針を含んだ改革の、単なる一部分に過ぎなかった。他の改革は下記を含む。
- 非常に高額の持参金の廃止[104]
- 相続のシステム内における悪用、特に「女相続人（ギリシア）（英語版）」に関しての悪用に対する法律の制定（すなわち、父の財産を相続する兄弟を持たない女性は、父の遺産の後継ぎを生むために最も近い父方の親戚と結婚するように義務付けられていた）[105]
- どんな市民でも他の人を代表して、訴訟を起こす権利を持つ[106][107]
- 都市国家間の争いが生じた時に、兵士となることを拒否するかもしれない市民に対する市民権はく奪。これは政治的無関心の危機的なレベルを是正することを意図した方法であった。[108][109][110][111][112]

続いて起こるアテナイ人の都市の黄金時代における、富裕で権力のある人間の、人格的な謙虚さとつつましさはデモステネスによって証言された。人間としての見本そして制定された改革によって、おそらくソロンはこの礼儀正しい行動の前例を確立した。市民の義務についての英雄的な感覚は後に、 ペルシャ帝国の勢力に対して、アテナイ人たちを団結させた。おそらくソロンとその改革によって、この公共精神はアテナイ人に徐々に教え込まれたものである。#ソロンとアテナイ人の性も参照。

### ソロンの改革の余波
改革の仕事を成し遂げた後、ソロンは、彼の臨時の権限を放棄し、国を去った。ヘロドトスによると国はソロンによって10年間、彼の改革を維持するよう義務付けられた、とされる。しかし一方でプルタルコスと、『アテナイ人の国政』の著者  (通説ではアリストテレスとされている) によると、義務付けられた期間はむしろ100年だったとされる。現代の学者はは、ヘロドトスのいう期間が、歴史的に正確であると考えている。なぜなら、ソロンが国外に出ていたといわれている期間に、10年という期間が合うからである。ソロンが出発してから4年間の間は、古い社会的な亀裂が再び現れた。しかし、新しい困難は伴わなかった。新しい政府には不正行為があり、選ばれた役人は時々、職を辞することを拒否し、時々重要な職が空席となった。彼らのトラブルの原因がソロンにあるとして責める人間もいた、といわれている。最終的に、ソロンの身内の一人であるペイシストラトスが、派閥主義を力ずくで終わらせ、それ故に違法に僭主となった。プルタルコスの説明によれば、僭主を生み出す事態を許したことについて、ソロンはアテナイ人の愚かさと臆病さを責めた、とされる。

## 改革者として、詩人として
ソロンは、その作品が現代まで生き残っている、最古のアテナイ人の詩人である。彼の詩が伝わったのは、プルタルコス、デモステネスのような古代の著者による断片的な引用句においてである。彼らは、ソロンの詩を、自身の議論がより明らかになるように使った。断片の中には、誤って彼の作とされているものが存在する可能性があり、学者の中には、後の作家による改ざんを見抜いた者もいる。
ソロンの詩の文学的価値は、一般的に月並みのものだと見られている。詩人としてのソロンは時々「独善的」、「尊大」というように見られたといえる。
より才能豊かなエレゲイア詩人、ミムネルモスに対する道徳的忠告を含んだエレゲイアを詠んだことがあった。現存している詩のほとんどは、ソロンが（自らの）権威と指導力を主張する政治活動家の役割を書き留めているところを示しており、ドイツの古典主義者 ヴィラーモヴィッツはそれらの詩を、「詩で表現された説教」(Eine Volksrede in Versen)と解説した。しかし、プルタルコスによればソロンは、当初詩を気晴らしのために書き、哲学的なやり方というよりも、人々に受けの良いやり方で、楽しいことを話題とした。ソロンのエレゲイアの様式は、例えば、テュルタイオスなどに影響を与えたといわれている。彼は、イアンボス、トロカイオスの詩も書き、ある現代の学者によると
それらは、彼のエレゲイアよりも生き生きとし、率直なもので、アテナイ人の戯曲のイアンボスの詩のための道を開いた可能性がある、とされる。
ソロンの詩は、大部分が審美的な判断より、彼の改革とその姿勢についての個人的記録として歴史的に重要なものである。しかし、詩は事実をやり取りするのに望ましい分野ではなく、残存する断片からは、具体的な情報はほとんど確認できなかった。
詩人としてのソロンによれば、改革者としてのソロンは、アテナイの彼の仲間の市民が、ますます社会的・経済的格差により対立を深めていた時の、政治的な節制の代弁者であった。
| ギリシア語（原文） | 英訳（ジョン・ドライデン） | 日本語訳（参考） |
| --- | --- | --- |
| πολλοὶ γὰρ πλουτεῦσι κακοί, ἀγαθοὶ δὲ πένονται: ἀλλ' ἡμεῖς αὐτοῖς οὐ διαμειψόμεθα τῆς ἀρετῆς τὸν πλοῦτον: ἐπεὶ τὸ μὲν ἔμπεδον αἰεί, χρήματα δ' ἀνθρώπων ἄλλοτε ἄλλος ἔχει. | Some wicked men are rich, some good are poor; We will not change our virtue for their store: Virtue's a thing that none can take away, But money changes owners all the day. | 意地悪な男たちは金持ち、良い人たちは貧しい 彼らの蓄えと私たちの徳を取り替えたりしない 徳は、誰も取り去ることのできないものである しかしお金はその持ち主を一日中変え続ける |

イギリスの詩人ジョン・ドライデンによって英訳されたソロンの言葉は、金持ちと貧しい人々の格差を我慢できるか、ないしは大抵は気にしない「道徳の優位性」をはっきり説明したものである。
ソロンが、国内の対立する派閥の間に平和的な和解を確立するために、異常なほど強い立法権を行使しようとしたことを、彼の以下の詩は示している。
| ギリシア語（原文）                                                                   | 英訳（ジョン・ドライデン）                                                             | 日本語訳（参考）                                                                              |
| ------------------------------------------------------------------------------------ | -------------------------------------------------------------------------------------- | --------------------------------------------------------------------------------------------- |
| ἔστην δ' ἀμφιβαλὼν κρατερὸν σάκος ἀμφοτέροισι: νικᾶν δ' οὐκ εἴασ' οὐδετέρους ἀδίκως. | Before them both I held my shield of might And let not either touch the other's right. | それらの両方に直面して、私は権力の盾を構えた そして一方に、もう一方の権利を、触れさせなかった |

彼の試みは、明らかに誤解されてしまった。
| ギリシア語（原文）                                                                       | 英訳（ジョン・ドライデン）                                                                                        | 日本語訳（参考）                                                                                        |
| ---------------------------------------------------------------------------------------- | --- | --- |
| χαῦνα μὲν τότ' ἐφράσαντο, νῦν δέ μοι χολούμενοι λοξὸν ὀφθαλμοῖς ὁρῶσι πάντες ὥστε δήϊον. | Formerly they boasted of me vainly; with averted eyes Now they look askance upon me; friends no more but enemies. | 以前、彼らは私を無駄にもてはやした、目を逸らしながら 今、彼らは私を白眼視し、友人はこの上ない敵となった |

ソロンはアテナイ人の「ナショナリズム」を表明した。特に、アテナイが争っているメガラとその近隣国及びサロニコス湾における対立国に対して、強く表明した。プルタルコスは、アテナイ人をメガラの支配下にあったサラミス島の奪還に駆り立てた、ソロンのエレゲイアへの称賛を明らかにしている。
同じ詩は、ディオゲネス・ラエルティオスによっても伝えられ、他のどんな詩よりも、アテナイ人を奮起させたとされる。
| 英訳                                                                                     | 日本語訳（参考）                                                                                        |
| ---------------------------------------------------------------------------------------- | --- |
| Let us go to Salamis to fight for the island We desire, and drive away our bitter shame! | あの島のために戦うために、どうか私たちをサラミスへ行かせてください 私たちは不名誉を追い払いたいのです！ |

ソロンは、この詩的な虚勢を戦場での実際の武勇で裏付けたのかもしれない。

## ソロンとアテナイ人の性
ある著者によれば、アテナイ人社会の調整者としてソロンは、アテナイの性風俗を、正式なものとしたとされる。喜劇の脚本家であったフィレモンの、「兄弟たち」 "Brothers"という作品の中に残存している断片によると、性的な喜びを享楽することを民主化"democratize"するために、公的に出資された売春宿をアテネに設立した、とされる。
この喜劇の脚本の記述の真実性への疑義は、避けようのないことである。しかし、少なくとも一人の現代の作家は、ソロンの死から約300年の古代のアテネにおいて、ソロンの改革と、異性愛の喜びを享楽する機会の増加を結びつける講演があったことは、特筆すべきことだと考えている。古代の著者は、一方で、ソロンはアテナイにおける少年愛（同性愛）を規制した、とも言っている。これは、ポリスの新しい構造に対する慣習の適応として、示された。様々な著者によると、古代の立法者（つまりソロンのことも含意している）は、一連の法律を起案するにあたって、同性愛の制度を促進し、保護し、そして自由民に対してはそれを制御するように、意図したとされる。とりわけ、演説者アイスキネスは、奴隷を格闘場から追放し、市民の息子たちと少年愛の関係になることを禁止した法律について言及している。ソロンの法についての、アイスキネスのような紀元前4世紀の演説者による説明は、多くの理由から、あてにならないと考えられる。
屋根裏部屋の嘆願者は、彼らの事案に沿うものなら、ソロンのせいにすることもためらわない。そして、後の作家たちは、早い時期の仕事と遅い時期の仕事を区別するいかなる判断基準も持たなかった。また、判断基準を完全に仕上げるものは無く、ソロンの法令の正真正銘の収集物は、古代の学者たちが参考にするものは残らなかった。
主張されているソロンの少年愛への関与の立法の観点に加えて、個人的な関与の示唆が存在する。古代の著者によれば、ソロンは未来の僭主である、ペイシストラトス を彼の「少年愛の相手」"eromenos"だと考えていた、とされる。アリストテレスが紀元前330年頃に書いてたものによれば、アリストテレスはその意見に反論を試みた。彼の主張は「ソロンがペイシストラトスの恋人であったと偽っている人間が、たわごとを言っているのは明白である。なぜならソロンとペイシストラトスの年齢がそれを許さないから。」ソロンはペイシストラトスより約30歳上であるから、というものである。それにも関らず（この2人の関係は、）言い伝え続けられた。4世紀後、プルタルコスはアリストテレスの疑念を無視し、彼自身の憶測で補足しながら、以下の逸話を記録した。
そして、人々はソロンがペイシストラトスを愛したと言った。私が推測するところによると、統治に関して彼らが意見を違えた後、敵意がいかなる怒りと暴力的な感情も生み出さなかったこと、そこにその根拠がある。彼らはかつての思いやりの感情を覚えていたのではないだろうか。そして彼らの愛と親しみの優しい気持が、「まだその燃えさしの中に強い炎が生きていた」のだろう。
プルタルコスの一世紀後のアイリアノスも、ペイシストラトスはソロンの「少年愛の相手」"eromenos"だと言った。（少年愛の）説の持続にも関わらず、それが、歴史的な説明なのか、作り話なのか知られていなかった。（僭主となったペイシストラトスが）自己と、自分の息子の統治を合法化するために、平和で幸せなソロンとペイシストラスの共存を紹介する言い伝えがペイシストラトスの統治の間に育まれたのではないか、と言われている。その情報源がなんであろうと、後の世代は談話として聞いたことに信用を置く。ソロンの推定されている少年愛の欲望は、ソロンのの詩の中の表現に見つけられなければいけない大昔の考えだが、詩は今日では、少ない残存している断片からしか示されない。しかし、ソロンの作とされる全ての詩の断片の信ぴょう性は、不明確である。特にいくつかの古代の資料からソロンのものとされた少年愛的アフォリズムは、他の資料によってテオグニスのものであるとされた。 (#改革者として、詩人としても参照)